# World Team Challenge
World Team Challenge är en årlig skidskyttetävling sedan 2002 som avgörs inne på och strax utanför fotbollsstadion Veltins-Arena i Gelsenkirchen, Tyskland i mellandagarna. Tävlingen ingår inte i Världscupen.
Tävlingen 2011 vanns av det svensk-finländska paret Carl Johan Bergman och Kaisa Mäkäräinen som vann 4,0 sekunder före Valj Semerenko och Serhij Sednev från Ukraina.

## Tävlingsform

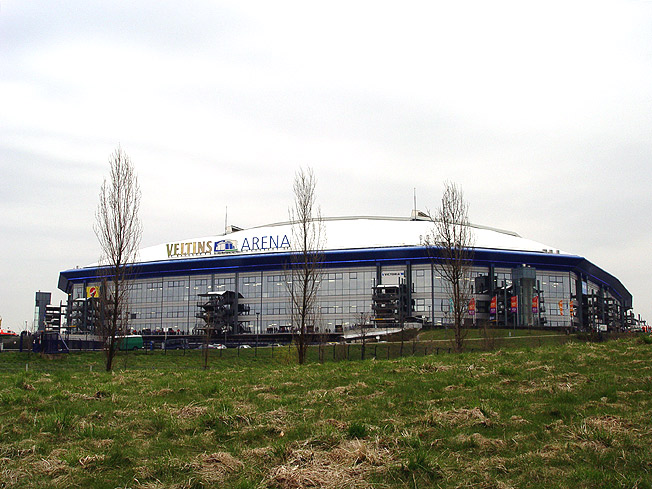
Veltins-Arena

Tävlingen är en kortare form av mixstafett där mellan tio och tolv lag deltar med en kvinna och en man i varje lag. Banan som de tävlande kör är cirka 1,2 kilometer lång.
Till skillnad mot vanliga skidskyttestafetter där varje deltagare har tre reservskott på varje skjutstation, har deltagarna i World team challenge bara de ordinarie fem skotten på sig. Missar de något skott får de åka motsvarande antal straffrundor som missade skott direkt, straffrundan är dock kortare än i en vanlig stafett.
Tävlingen är uppdelad i två delmoment, där den första delen är en masstart och den andra delen är en jaktstart.
Damerna i lagen börjar med att köra ett varv på den 1,2 kilometer långa slingan och kommer sedan in för en liggande skjutning. Efter att damerna kört sitt varv växlar de över till herrarna som kör ett varv på samma slinga för att komma in till en liggande skjutning de också. Därefter växlar de åter över till damerna som kör ett varv och sedan kommer in för en stående skjutning och växlar sedan över till herrarna igen som kör ett varv och skjuter stående. Varje deltagare skjuter två gånger i liggande och två gånger i stående. Efter herrarnas sista skjutning körs ett spurtvarv på den korta slingan.
Efter avslutad masstart väntar ett kortare uppehåll innan jaktstarten sätter igång. Och som i andra jaktstarter går vinnaren i föregående lopp ut samma antal sekunder före förföljarna som de var före då. Dock är maxtiden satt till 45 sekunder för att tävlingen "ska leva" hela tiden.
Även i jaktstarten börjar damerna att åka den 1,2 kilometer långa slingan och kommer in för ett liggande skytte, och lämnar över till herrarna som kör ett varv och skjuter liggande. Precis som i masstarten skjuter varje deltagare fyra gånger var, två gånger i liggande och två gånger i stående. Inte heller under jaktstarten ingår det några extraskott, utan missade skott renderar i straffrundor i samma antal som antalet missade skott. Även i jaktstarten körs ett spurtvarv efter herrarnas sista stående skjutning.

## Vinnarna
För att komma till varje enskild tävling, klicka på årtalet framför de tävlande.
- 2002  Michael Greis och  Martina Glagow
- 2003  Ole Einar Bjørndalen och  Gunn Margit Andreassen
- 2004  Ole Einar Bjørndalen och  Liv-Kjersti Eikeland
- 2005  Ole Einar Bjørndalen och  Linda Tjørhom
- 2006  Ole Einar Bjørndalen och  Linda Grubben
- 2007  Dmitrij Jarosjenko och  Jekaterina Jurjeva
- 2008  Andrij Deryzemlja och  Oksana Chvostenko
- 2009  Christoph Sumann och  Kati Wilhelm
- 2010/2011  Jevgenij Ustiugov och  Svetlana Sleptsova (framflyttad till 27 mars 2011)
- 2011  Carl Johan Bergman och  Kaisa Mäkäräinen
- 2012  Anton Sjipulin och  Jekaterina Jurlova
- 2013  Florian Graf och  Laura Dahlmeier
- 2014  Serhij Semenov och  Valj Semerenko
- 2015  Martin Fourcade och  Marie Dorin-Habert
- 2016  Simon Schempp och  Vanessa Hinz
- 2017  Aleksej Volkov och  Jekaterina Jurlova-Percht
- 2018  Lukas Hofer och  Dorothea Wierer
- 2019  Vetle Sjåstad Christiansen och  Marte Olsbu Røiseland
- 2020  Matvej Jelisejev och  Jevgenija Burtasova
- 2021  Felix Leitner och  Lisa Theresa Hauser
- 2022  Fabien Claude och  Julia Simon
- 2023  Fabien Claude och  Julia Simon
- 2024  Sturla Holm Lægreid och  Karoline Offigstad Knotten

### Fotnoter
1. ↑  Andreas Olsen (8 december 2015). ”Arwidson tävlar i skidskytte på VM-arenan för både fotboll och hockey” (på svenska). Dalarnas tidning. Arkiverad från originalet den 30 december 2018. https://web.archive.org/web/20181230181353/https://www.dt.se/artikel/skidskytte/arwidson-tavlar-i-skidskytte-pa-vm-arenan-for-bade-fotboll-och-hockey. Läst 30 december 2018.